# Adiantum menglianense
Adiantum menglianense là một loài thực vật có mạch trong họ Adiantaceae. Loài này được Y.Y. Qian miêu tả khoa học đầu tiên năm 1992.